# 阿什卡利人和巴尔干埃及人
阿什卡利人，是巴爾幹半島的穆斯林少数民族，主要分布於塞爾維亞、黑山、北馬其頓、科索沃。
他們的族源可能是被阿爾巴尼亞人同化的土耳其人、吉卜賽人和其他地中海居民（埃及人）。在鄂圖曼帝國時代主要從事冶金和鐵匠。在1999年科索沃戰爭前，一般被登記為阿爾巴尼亞人，之後正式成為一個單獨民族，區别於吉卜賽人。在人口普查中很多人認為自己是埃及人。